# Исландия на летних Олимпийских играх 1948
Исландия принимала участие в Летних Олимпийских играх 1948 года в Лондоне (Великобритания), но не завоевала ни одной медали. Страну представляли 20 спортсменов (17 мужчин и 3 женщины), которые соревновались в трёх видах спорта: конкурсе искусств, лёгкой атлетике и плавании. Знаменосцем исландской олимпийской сборной был легкоатлет Финнбьёрн Торвальдссон.

## Результаты соревнований

### Лёгкая атлетика
Спортсменов — 11
Мужчины
| Соревнование     | Спортсмены                                                                    | Предварительный раунд | Предварительный раунд | Четвертьфиналы       | Четвертьфиналы       | Полуфиналы           | Полуфиналы           | Финал                 | Финал                 |
| Соревнование     | Спортсмены                                                                    | Результат             | Место                 | Результат            | Место                | Результат            | Место                | Результат             | Место                 |
| ---------------- | ----------------------------------------------------------------------------- | --------------------- | --------------------- | -------------------- | -------------------- | -------------------- | -------------------- | --------------------- | --------------------- |
| 100 м            | Хёйкюр Клаусен                                                                | 11,0                  | 2                     | —                    | 6                    | Завершил выступление | Завершил выступление | Завершил выступление  | Завершил выступление  |
| 100 м            | Эдн Клаусен                                                                   | —                     | 4                     | Завершил выступление | Завершил выступление | Завершил выступление | Завершил выступление | Завершил выступление  | Завершил выступление  |
| 100 м            | Финнбьёрн Торвальдссон                                                        | —                     | 5                     | Завершил выступление | Завершил выступление | Завершил выступление | Завершил выступление | Завершил выступление  | Завершил выступление  |
| 200 м            | Хёйкюр Клаусен                                                                | 22,2                  | 3                     | Завершил выступление | Завершил выступление | Завершил выступление | Завершил выступление | Завершил выступление  | Завершил выступление  |
| 400 м            | Рейнир Сигурдссон                                                             | 51,4                  | 3                     | Завершил выступление | Завершил выступление | Завершил выступление | Завершил выступление | Завершил выступление  | Завершил выступление  |
| 800 м            | Оскар Йоунссон                                                                | 1:55,4                | 5                     |                      |                      | Завершил выступление | Завершил выступление | Завершил выступление  | Завершил выступление  |
| 1500 м           | Оскар Йоунссон                                                                | 4:03,2                | 6                     |                      |                      |                      |                      | Завершил выступление  | Завершил выступление  |
| Эстафета 4×100 м | Аусмюндюр Бьярнасон Хёйкюр Клаусен Трёйсти Эйоульфссон Финнбьёрн Торвальдссон | 42,9                  | 4                     |                      |                      |                      |                      | Завершили выступление | Завершили выступление |
| Прыжки с шестом  | Торфи Брингейрссон                                                            | 3,80                  | 14                    |                      |                      |                      |                      | Завершил выступление  | Завершил выступление  |
| Прыжки в длину   | Финнбьёрн Торвальдссон                                                        | 6,86                  | 14                    |                      |                      |                      |                      | Завершил выступление  | Завершил выступление  |
| Толкание ядра    | Сигфус Сигурдссон                                                             | 14,48                 | 12                    |                      |                      |                      |                      | 13,66                 | 12                    |
| Толкание ядра    | Вильхьяульмюр Вильмюндарсон                                                   | 13,99                 | 17                    |                      |                      |                      |                      | Завершил выступление  | Завершил выступление  |
| Метание копья    | Йоэль Сигурдссон                                                              | 55,69                 | 17                    |                      |                      |                      |                      | Завершил выступление  | Завершил выступление  |
| Десятиборье      | Эдн Клаусен                                                                   |                       |                       |                      |                      |                      |                      | 6444                  | 12                    |

### Плавание
Спортсменов — 8
Мужчины
| Дистанция                 | Спортсмены             | Предварительный раунд | Предварительный раунд | Предварительный раунд | Полуфинал            | Полуфинал            | Полуфинал            | Финал                | Финал                |
| Дистанция                 | Спортсмены             | Заплыв                | Результат             | Место                 | Заплыв               | Результат            | Место                | Результат            | Место                |
| ------------------------- | ---------------------- | --------------------- | --------------------- | --------------------- | -------------------- | -------------------- | -------------------- | -------------------- | -------------------- |
| 100 метров вольным стилем | Ари Гюдмюндссон        | 6                     | 1:01,6                | 22                    | Завершил выступление | Завершил выступление | Завершил выступление | Завершил выступление | Завершил выступление |
| 400 метров вольным стилем | Ари Гюдмюндссон        | 6                     | 5:16,2                | 29                    | Завершил выступление | Завершил выступление | Завершил выступление | Завершил выступление | Завершил выступление |
| 100 метров на спине       | Гюдмюндюр Ингоульфссон | 5                     | 1:19,4                | 5                     | Завершил выступление | Завершил выступление | Завершил выступление | Завершил выступление | Завершил выступление |
| 200 метров брассом        | Сигюрдюр Т. Йоунссон   | 5                     | 2:50,6                | 14 Q                  | 1                    | 2:52,4               | 14                   | Завершил выступление | Завершил выступление |
| 200 метров брассом        | Сигюрдюр Йоунссон      | 2                     | 2:56,4                | 20                    | Завершил выступление | Завершил выступление | Завершил выступление | Завершил выступление | Завершил выступление |
| 200 метров брассом        | Атли Стейнарссон       | 3                     | 3:02,3                | 32                    | Завершил выступление | Завершил выступление | Завершил выступление | Завершил выступление | Завершил выступление |

Женщины
| Дистанция           | Спортсменки            | Предварительный раунд | Предварительный раунд | Предварительный раунд | Полуфинал             | Полуфинал             | Полуфинал             | Финал                 | Финал                 |
| Дистанция           | Спортсменки            | Заплыв                | Результат             | Место                 | Заплыв                | Результат             | Место                 | Результат             | Место                 |
| ------------------- | ---------------------- | --------------------- | --------------------- | --------------------- | --------------------- | --------------------- | --------------------- | --------------------- | --------------------- |
| 100 метров на спине | Кольбрун Оулафсдоуттир | 1                     | 1:25,6                | 21                    | Завершила выступление | Завершила выступление | Завершила выступление | Завершила выступление | Завершила выступление |
| 200 метров брассом  | Анна Оулафсдоуттир     | 1                     | 3:19,9                | 18                    | Завершила выступление | Завершила выступление | Завершила выступление | Завершила выступление | Завершила выступление |
| 200 метров брассом  | Тоурдис Аурнадоуттир   | 3                     | 3:26,1                | 20                    | Завершила выступление | Завершила выступление | Завершила выступление | Завершила выступление | Завершила выступление |

### Конкурсы искусств
| Представитель         | Номинация          | Категория | Название     |
| --------------------- | ------------------ | --------- | ------------ |
| Аусгейр Бьярнтоурссон | Живопись и графика | ?         | «В бассейне» |